# Хух-Хото
Хух-Хото (трансл.: Хухехаоте, монг.  (Хөх хот, Kökeqota), кит. трад. 呼和浩特市, спр. 呼和浩特, піньїнь Hūhéhàotè) — адміністративний центр автономного району Внутрішня Монголія (Китай), економічний та культурний центр регіону.

## Географія
Північна частина префектури лежить у горах Даціншань.

### Клімат
Хух-Хото знаходиться в перехідній між помірним та субтропічним кліматом степовій зоні, котра характеризується посушливим кліматом. Найтепліший місяць — липень із середньою температурою 22.2 °C (72 °F). Найхолодніший місяць — січень, із середньою температурою -11.1 °С (12 °F).
| Клімат Хух-Хото         | Клімат Хух-Хото | Клімат Хух-Хото | Клімат Хух-Хото | Клімат Хух-Хото | Клімат Хух-Хото | Клімат Хух-Хото | Клімат Хух-Хото | Клімат Хух-Хото | Клімат Хух-Хото | Клімат Хух-Хото | Клімат Хух-Хото | Клімат Хух-Хото | Клімат Хух-Хото |
| Показник                | Січ.            | Лют.            | Бер.            | Квіт.           | Трав.           | Черв.           | Лип.            | Серп.           | Вер.            | Жовт.           | Лист.           | Груд.           | Рік             |
| Абсолютний максимум, °C | 7               | 11              | 18              | 28              | 33              | 37              | 35              | 35              | 28              | 27              | 21              | 7               | 37              |
| Середній максимум, °C   | −5              | −1              | 5               | 15              | 22              | 26              | 27              | 25              | 20              | 13              | 3               | −4              | 12              |
| Середня температура, °C | −11             | −7              | 0               | 8               | 15              | 20              | 22              | 20              | 15              | 7               | −1              | −9              | 6               |
| Середній мінімум, °C    | −16             | −12             | −5              | 2               | 8               | 13              | 17              | 15              | 8               | 2               | −7              | −14             | 1               |
| Абсолютний мінімум, °C  | −27             | −25             | −18             | −7              | −2              | 3               | 11              | 6               | −1              | −6              | −20             | −25             | −27             |
| Норма опадів, мм        | 0               | 0               | 0               | 10              | 20              | 40              | 100             | 110             | 50              | 20              | 0               | 0               | 400             |
| ----------------------- | --------------- | --------------- | --------------- | --------------- | --------------- | --------------- | --------------- | --------------- | --------------- | --------------- | --------------- | --------------- | --------------- |
| Джерело: Weatherbase    |                 |                 |                 |                 |                 |                 |                 |                 |                 |                 |                 |                 |                 |

## Адміністративний поділ
Префектура поділяється на 4 райони, 4 повіти і один хошун:
| Карта                                                                                       | Карта                      | Карта                  | Карта            |
| ------------------------------------------------------------------------------------------- | -------------------------- | ---------------------- | ---------------- |
| Учуань Тумед – · Лівий стяг ① ② Сінчен Сайхань Тогто Хорингер Ціншуйхе ① Хуеймінь ② Юйцюань |                            |                        |                  |
| Статус                                                                                      | Назва                      | Оригінал               | Населення (2020) |
| Район                                                                                       | Сайхань                    | 赛罕区                 | 885 321          |
| Район                                                                                       | Сінчен                     | 新城区                 | 699 672          |
| Етнічний район                                                                              | Хуеймінь                   | 回民区                 | 436 042          |
| Район                                                                                       | Юйцюань                    | 玉泉区                 | 524 573          |
| Повіт                                                                                       | Тогто                      | 托克托县               | 166 192          |
| Повіт                                                                                       | Учуань                     | 武川县                 | 95 869           |
| Повіт                                                                                       | Хорингер                   | 和林格尔县             | 162 476          |
| Повіт                                                                                       | Ціншуйхе                   | 清水河县               | 76 674           |
| Хошун                                                                                       | Тумед – Лівий стяг         | 土默特左旗             | 263 131          |
| Хух-Хотоська зона розвитку                                                                  | Хух-Хотоська зона розвитку | 呼和浩特经济技术开发区 | 136 150          |

## Історія
Ще з часів династії Мін тут оселилися китайці, які дали цьому місцю назву Гуйхуа. У XVI столітті, близько 1580 року Алтин-ханом було засноване монгольське місто Хухе-Хото (що перекладається як «блакитне місто»), яке скоро стало важливим політичним, торговельним, релігійним та культурним центром.

## Визначні пам'ятки

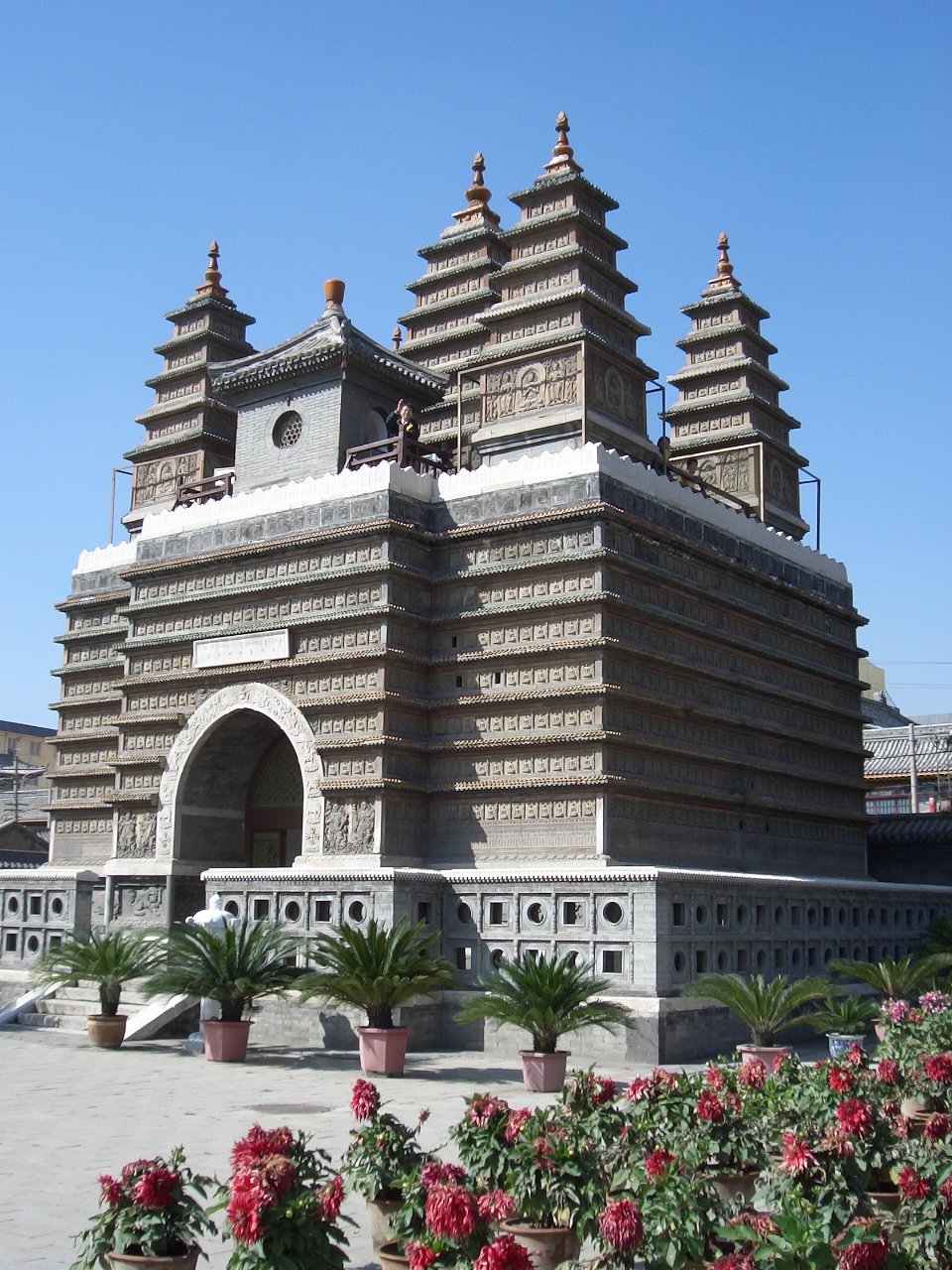
Храм П'яти Пагод

До визначних місць Хух-Хото належать:
- Храм Дачжао — заснований у 1557 році Алтин-ханом, будівництво завершилося до 1579 роду. Саме навколо цього храму і виникло місто.
- Храм П'яти Пагод — збудований у 1732 році, у ньому зберігається більше півтори тисячі статуй Будди.
- Могила Ван Чжаоцзюнь.
- Велика мечеть — збудована 1639 року.
- Музей Внутрішньої Монголії — музей, в якому знаходяться скам'янілі рештки динозаврів, предметів побуту та мистецтва кочовиків, у тому числі і сучасних.
- Монумент Чингісхана.
- Другий за розміром серед китайських зоопарків-сафарі Зоопарк Хух-Хото.

## Транспорт
Наприкінці грудня 2019 року в місті відкрилася переважно підземна лінія метрополітену.

## Міста-побратими
- Улан-Уде
- Улан-Батор